# Ісхак
Ісхак (араб. إسحاق‎‎) (біблійний Ісаак) — пророк (набі), син Ібрагіма. Він був посланий Аллахом до народів Палестини та Сирії.

## Історія Ісхака в Корані
У Корані розповідається про те, що Аллах дарував Ібрагіму сина у похилому віці в нагороду за його стійке благочестя. Одного разу Ібрагіма відвідали ангели, які прямували щоб покарати нечестивих жителів міста, в якому мешкав Лут. Вони передрекли Ібрагіму, що його дружина Сара народить сина, незважаючи на їх похилий вік. В сурі 37: 100/98—106 сказано, що Ібрагіму був дарований «покірливий юнак», та згодом уві сні він побачив, що Аллах вимагає від нього принести його в жертву. Ібрагім був готовий виконати наказ, та Аллах відмовився від жертви, він просто хотів випробувати праведника. Ця історія походить з біблійної оповіді, та ім’я сина не назване. 

### Різні трактування
Згідно з коранічним текстом, ним може бути і Ісмаїл, і Ісхак (Ісаак). Деякі коментатори за біблійною традицією бачили в ньому Ісхака, однак більшість стверджувало, що цим сином був Ісмаїл, предок арабів, пов’язаний з культом Кааби. Це трактування стало загальноприйнятим серед мусульман.

## Ісхак у мусульманському переданні
Разом з Ібрагімом і Сарою Ісхак відвідав Каабу, там він вперше зустрівся зі своїм братом Ісмаїлом. Коли Ісхак повернувся до Палестини, Аллах обрав його пророком Палестини та Сирії. Він закликав населення цього регіону до віри в Аллаха і судив на основі законів, переданих Аллахом його батькові Ібрагіму.

У віці приблизно шістдесяти років у нього народилися сини Ійс (Ісав) і Якуб (Яків). Ійс одружився з дочкою Ісмаїла. А Якуба Аллах обрав своїм пророком. Багато ізраїльських пророків стали його нащадками. Якуба також звали Ізраїлем — він став прародичем ізраїльтян.

За переданням Ісхак мав здатність творити чудеса. Під час проповіді у Кудсі (Єрусалимі), щоб підтвердити свою пророчу місію, він зсунув гори.

Ісхак помер у Палестині у віці приблизно 120 років.